# Valencià castellonenc
El valencià castellonenc, de la Plana o septentrional és un subdialecte del valencià situat entre el valencià central i el valencià de transició.
Comprén la comarca antiga de la Plana (la Plana Baixa i la Plana Alta fins a Orpesa) el Pla de l'Arc (Torreblanca, Cabanes, Bell-lloc del Pla, Vall d'Alba, La Serra d'en Galceran, Vilafamés i Sant Joan de Moró) i l'Alcalatén històric excepte Xodos. Hi ha autors que consideren estrictament valencià septentrional al parlat a la Plana Baixa, Castelló, Almassora, Benicàssim, Orpesa i Borriol.

## Característiques lingüístiques
- Articulació de la -r final a la zona costanera des d'Alcalà de Xivert, elisió a la zona interior
- Elisió de la /d/ intervocàlica típica del valencià meridional i del valencià central (en sufixos -ada, -ador)
- Presència de la /v/ labiodental a la comarca de la Plana, fusió amb /b/ a la zona nord i interior
- Desinència -e a la 1a persona del present d'indicatiu dels verbs de la 1a conjugació: jo pense, jo parle.
- Els pronoms febles són plens en qualsevol posició, com en el valencià central, valencià de transició, català nord-occidental i a l'alacantí: em, te, es > me, te, se.
- El diftong [uj] (cuina, buit) té l'articulació creixent del valencià general [wi]
- Vacil·lació entre [a] i [e] en la pronunciació de la -a final en verbs
- Els articles definits són com al valencià general: el, els
- Elisió de les -r dels infinitius quan hi ha pronoms febles: donà(r)-la, fe(r)-te
- Progressiva palatalització dels fonemes africats alveolars: dotze > [dodʒe], pots > [pɔtʃ]
- Fusió progressiva dels fonemes [s] i [ʃ]: caixa > [kajsa]

## Lèxic
A cada ciutat es destaquen les següents paraules:

### Vilafranca
- Artiga: Fragment de terra, abans cobert de herbes el qual està preparat per al conreu. Per un mètode de eliminació dels arbres i cremant el sotabosc amb la finalitat de que les cendres servisquen d'adob per a la terra.[3]
- Faltriquera: Forat que te la funció de portar objectes, que s'usen cada dia i de manera freqüent.[3]
- Perxi: Continuació de la paret a l'altura del sól del pis, que normalment es una plataforma que ix cap al carrer i té una barana per a protegir.[3]
- Farda: Mamífer rosegador de pelatge roig en el llom i blanc en el ventre, de cua llarga i cames de darrere molt fortes, així els permeten botar d'arbre en arbre.[3]
- Petxerull: Recipient que s'utilitza per a mantindre l'aigua fresca, que normalment té una ansa en la part de dalt del recipient i que té dos forats un que serveix per a omplir -lo i l'altre que serveix per a beure.[3]